# خطأ النادل
خطأ النادل هي مجموعة قصصية للكاتب الفلسطيني زياد خداش. صدر الكتاب لأول مرة عام 2015 عن الدار الأهلية للنشر والتوزيع، ويقع من 112 صفحة يوثق فيها المشاهد اليومية البسيطة في حياة الشعب الفلسطيني المُحتل. نالت المجموعة جائزة دولة فلسطين التقديرية عام 2015.

## حول الكتاب
لم يلتزم الكاتب بأسلوب أدبي معين كما في الرواية أو القصة وهذا ما جعله عمل هجين يجمع بين اليوميات والسيرة الذاتية والمذكرات، التي يستحضر فيها أفعال الناس وأصواتهم وأفكارهم وانفعالاتهم، وينقل مشاهد الحياة اليومية الفلسطينية، ويضفي عليها أبعاد إنسانية عميقة بالسرد، ليجعل القارئ يعيد النظر والتفكير في هذه المشاهد التي يمر بها دون أن ينتبه للتفاصيل. يحمل الكتاب بُعد إنساني وطني في توثيق الكاتب لتجربته الشخصية التي يعكس فيها هويته الفلسطينية، بتفاصيل صغيرة عفوية غير مباشرة كمشهد في مقهى، أو حادثة حصلت له في الطفولة، أو حتى حديث عابر مع أشخاص في الشارع. 
يحتوي الكتاب على 138 نصًا قصيرًا تتوزع على مدن فلسطينية مثل رام الله، عكا، غزة، ويافا بالإضافة إلى المخيمات الفلسطينية داخل الوطن وخارجه، وفي هذ النصوص يرسم خداش تغريبته الفلسطينية بمثابة كتابة رثاء للذاكرة والأماكن التي تسكنه، ويتجاوز المعنى الحرفي للأشياء، ليصبح البقاء امتدادًا لفلسطين، حيث كل شيء متشابك بين الإنسان، المكان، والهوية، وكأن اللغة تصبح وسيلة للتمسك بالوجود والمقاومة ضد النسيان، كقوله أنتما لستما أنتما، أنتما ضحيتان مبلولتان لامرأتين خائفتين متنكرتين في زي شجرتين في حقل، أرغب في عائلة من شجر أيضا، هنا تتحول الأشجار إلى كائنات حية تحمل الخوف والانتماء، وكأن البقاء نفسه يصبح فعل مقاومة، مرتبطًا بالتجذر في الأرض.

## من الكتاب
- أخطأ نادل مقهى بيت الدرج برام الله حين تجاوزنا ، على غير عادته، ليعطي فنجانَي قهوتنا لعجوزين ثمانينيين يجلسان على الطرف الآخر من دوار الساعة، وحين سألناه محتجين على فعلته الغريبة، ابتسم بهدوء وواصل طريقه إلى زبائن آخرين .[8]
- الوحدة هي أن أقطف وردة بيدي اليمنى لأهديها ليدي اليسرى.
- أمس مساءً اكتشفت معنى جديدًا للسعادة: أن تبتسم بحب وسخاء في وجه امرأة عمياء وفقيرة وقليلة الجمال، وهي تسألك في الشارع عن أقرب صيدلية، تمد يدك ليدها، وتمضيان معاً في درب الحزن السعيد، تأخذها أنت إلى دمائها، وتأخذك هي إلى الإنسان فيك.[5]
- ذهبت إلى البنك لغرض أخذ قرض صغير، سلمني الموظف طلبا لتعبئته، حين هممت بكتابة اسمي فوجئت بأني نسيته هناك، لم يصدقني الموظف حين قلت له إنني نسيت اسمي قرب موجة على شاطئ عكا أمس، ظنني مجنونا.[6]